# سنغر ماهرو (ماهرو)
سنغر ماهرو (بالفارسية: سنگرماهرو) هي قرية تقع في إيران في قسم ماهرو الریفي.